# Caroline Yadan
Caroline Yadan, née le 14 août 1968 à Boulogne-Billancourt, est une avocate et femme politique française. En juin 2022, elle est élue suppléante de Stanislas Guerini aux élections législatives et le remplace le 23 juillet suivant après la nomination de celui-ci comme ministre de la Transformation et de la Fonction publique.
Elle rejoint le groupe Renaissance. Le 7 juillet 2024, elle est élue député de la 8e circonscription des Français de l'étranger, battant Meyer Habib.

## Biographie
Caroline Yadan est née le 14 août 1968 à Boulogne-Billancourt. Elle est issue d'une famille juive française, d’origine tunisienne et polonaise[réf. nécessaire].
Elle est avocate en droit de la famille,. Elle a été responsable du pôle antisémitisme de la Licra avant de s'engager en politique.

### Parcours politique
En juin 2021, elle est candidate à Paris, lors des élections régionales 2021, sur la liste « Envie d'Île-de-France » conduite par Laurent Saint-Martin (LREM). Placée en 29e position, elle n'est pas élue.
En juin 2022, elle est candidate suppléante de Stanislas Guerini dans la 3e circonscription de Paris (17e et 18e arrondissements) lors des élections législatives. Le député sortant est finalement réélu avec 51 % des voix, ce qui lui permet également de rester au gouvernement. Caroline Yadan le remplace donc à l'Assemblée nationale,.
Le 15 février 2023, elle est nommée secrétaire du groupe d'amitié France-Israël.
Lors des élections législatives de 2024 (30 juin et 7 juillet), elle est candidate Ensemble pour la République dans la 8e circonscription des Français établis hors de France. Elle est élue au second tour avec 52,7 % des voix en battant le député sortant Les Républicains (soutenu par le Rassemblement national) Meyer Habib,, en bénéficiant d'un report des voix de gauche de la candidate Yaël Lerer.
Le 19 novembre 2024, Caroline Yadan dépose une « proposition de loi visant à lutter contre les formes renouvelées de l'antisémitisme ». Dans un entretien au Point, elle explique avoir « travaillé avec un confrère avocat au Conseil d'État afin de mettre en exergue trois axes essentiels de cette nouvelle forme d'antisémitisme : l'apologie du terrorisme, la négation de l'État d'Israël et la comparaison avec la Shoah. Je voulais que soient punissables toutes les références à des expressions telles que « From the river to the sea » avec des cartes où Israël a disparu ; que Rima Hassan ne puisse plus impunément estimer que le Hamas est un mouvement de résistance ou pour que l'on ne puisse plus poster sur ses réseaux sociaux un drapeau nazi accompagné d'une étoile de David ». La proposition de « loi Yadan » est cosignée par 90 députés, dont 75 de la majorité (parmi les premiers paraphes figure celui de l’ex-ministre Aurore Bergé), mais aussi 5 socialistes, dont Jérôme Guedj et l'ex-président de la République François Hollande. Le secrétaire d'État à la Citoyenneté et à la Lutte contre les discriminations, Othman Nasrou, dit regarder le projet de la loi « avec intérêt »[Passage à actualiser].

## Prises de position

### Sur la Guerre de Gaza
En octobre 2023, au début de la guerre à Gaza, Caroline Yadan se situe dans la fraction du parti Renaissance qui proclame un soutien inconditionnel à l'État hébreu, faisant partie des « "faucons" de la majorité opposés à la diplomatie française » d'après Mediapart. Ainsi le 15 octobre 2023, à un moment où les experts des Nations unies ont déjà évoqué « des attaques militaires aveugles contre la population palestinienne de Gaza », 4 000 Palestiniens ayant été tués, dont au moins 1 500 enfants (selon le Ministère de la Santé de Gaza), Caroline Yadan se rend en Israël avec huit autres députés à l'invitation d'ELNET, ONG qui œuvre au rapprochement entre l’Europe et l’État hébreu, dans une optique pro-Israël.
Le 8 septembre 2024, elle accuse sur X et Instagram le rédacteur en chef adjoint au Monde, Benjamin Barthe, lauréat 2008 du prix Albert-Londres pour ses reportages consacrés à Gaza dans Le Monde et L'Express, de nourrir « la haine des juifs en France » - mettant ainsi en cause la ligne éditoriale des articles du journaliste sur la guerre menée par Israël à Gaza. Benjamin Barthe est « unanimement reconnu par ses pairs comme un excellent connaisseur de la réalité israélo-palestinienne » selon Sébastien Fontenelle, chroniqueur à Politis et chez Blast.
Le 6 octobre 2024, elle fait part de sa « colère » sur BFM TV contre Emmanuel Macron qui, un an après le début de la guerre à Gaza, s'était prononcé en faveur d'un embargo sur les armes à destination d'Israël avec l'objectif de privilégier une solution politique. Elle se justifie de cette prise de position en déclarant qu'« au-delà d'être, comme vous dites, Macroniste, je suis d'abord députée, députée des Français qui habitent en Israël ». Selon le journal Libération, Caroline Yadan par ce propos défend « les intérêts d’un pays tiers plutôt que la position du chef de l’État français », alors qu'elle est élue sous la bannière du parti du chef de l'État. Le même quotidien rappelle que « la circonscription de Yadan ne se limite pas à l’État hébreu ». Il souligne le fait qu'un député une fois élu « ne représente pas seulement les électeurs de sa circonscription mais bien l’ensemble des Français ».
Le 11 juillet 2024, elle propose de faire de la reconnaissance de « l'État d'Israël » un préalable à l'acquisition de la nationalité française. Elle dit s'inspirer en cela de la nouvelle loi sur la nationalité allemande (de), entrée en vigueur le 27 juin, tout en en faisant une lecture erronée[pertinence contestée][Interprétation personnelle ?].
Le 28 mars 2025, avec 41 autres députés du socle commun, elle adresse une lettre au ministre des Affaires étrangères, Jean-Noël Barrot, pour lui demander de s'« opposer, au nom de la France, au renouvellement du mandat
de Mme Francesca Albanese en tant que Rapporteur spécial des Nations unies sur les territoires palestiniens, au sein du Conseil des droits de l’homme des Nations unies »,.

## Polémiques
Le 6 juin 2023, elle lance plusieurs fausses accusations sur Twitter concernant le journaliste Taha Bouhafs, entre autres qu'il aurait été colistier d'Alain Soral aux élections européennes de 2019.
Le 7 août 2023, à l'annonce de la dissolution de Civitas après des propos jugés antisémites tenus par un invité de l'université d'été de ce mouvement, elle critique la « tentative de dédouanement » de Jean-Luc Mélenchon qui se félicitait par ailleurs de la dissolution de Civitas, et propose la dissolution de La France insoumise (LFI) pour le même motif. Plusieurs députés LFI, ainsi que le premier secrétaire du Parti socialiste, Olivier Faure, critiquent « vertement » ses propos.
Elle critique avec virulence Amnesty International après la publication d'un rapport accusant Israël de commettre un génocide à Gaza et relaie de fausses informations sur l'ONG.
Le 28 janvier 2025, au lendemain des commémorations des 80 ans de la libération du camp de concentration et d’extermination d’Auschwitz-Birkenau, elle met en cause lors de questions au gouvernement à l'Assemblée nationale, la « haine du Juif » d'« un dangereux parti à l’extrême gauche de cet hémicycle », provoquant la sortie de la plupart des députés du groupe LFI, de quelques députés des groupes écologiste et socialiste et de la députée communiste Elsa Faucillon.

### Passage dans L'After Foot le 3 avril 2025
Le 3 avril 2025, Caroline Yadan, invitée dans L'After Foot sur RMC, présente le rapport de sa « mission flash sur les dérives communautaristes et islamistes dans le sport », paru un mois auparavant. L'animateur, Nicolas Jamain, citant les chiffres du rapport, note que le phénomène reste « très résiduel », ne concernant en effet que « 0,07 % des associations ». Caroline Yadan s'exclame : « [Ce n'] est pas résiduel, [...] on assiste maintenant à des aménagements informels [qui sont] en pleine contradiction avec les règlements de la fédération de football. Exemples : (...) les prières dans les vestiaires, c'est courant et c'est admis. ». L'animateur lui indique qu'il existe aussi « des clubs de confession juive qui sont ouverts [...], comme le Maccabi Créteil ou Sarcelles ». Caroline Yadan indique que, dans ce cas, il n'y a pas de « comportement ostentatoire », ce à quoi Nicolas Jamain rétorque qu'« une prière n'est pas forcément prosélyte ». Réponse de Caroline Yadan : « Non, non, mais en l'occurrence, ça concerne l'islamisme. ». De plus, la députée utilise l'émission pour rappeler son point de vue sur le port du voile, qu'elle qualifie d'« étendard des Frères musulmans », de « signe de patriarcat » et de « symbole [...] de l'inégalité [homme-femme] »,. Le journal L'Humanité qualifie la séquence de « diatribe islamophobe »,. Ce passage déclenche un appel au boycott de L'After Foot (le hashtag #BoycottAfterFoot arrivant en tête des tendances sur X le matin du 5 avril), le départ du chroniqueur Walid Acherchour de l'émission et la saisine de l'Arcom,,,.

## Synthèse des résultats électoraux

### Élections législatives
| Année | Parti | Parti | Circonscription                        | 1er tour | 1er tour | 1er tour | 2d tour | 2d tour | 2d tour | Issue |
| Année | Parti | Parti | Circonscription                        | Voix     | %        | Rang     | Voix    | %       | Rang    | Issue |
| ----- | ----- | ----- | -------------------------------------- | -------- | -------- | -------- | ------- | ------- | ------- | ----- |
| 2024  |       | RE    | 8e des Français établis hors de France | 7 855    | 24,18    | 2e       | 18 302  | 52,70   | 1re     | Élue  |